# Dalibor Brázda
Dalibor Brázda (Fryšták vagy Karviná, 1921. szeptember 9. – Schlieren, 2005. augusztus 17.) cseh (majd svájci) zeneszerző, hangszerelő, karmester.

## Pályakép
A brnói konzervatóriumban (JAMU) majd a prágai Zeneakadémián (AMU) tanult.
Az 1950-es és 1960-as évek Prágájában vált híressé, mint a Supraphon cég zeneszerzője, hangszerelője, karmestere – rengeteg sikeres hanglemezével. Népszerű művészek, mint Gery Scott brit énekesnő, Igo Fischer német zongorista, Karel Gott cseh énekessztár munkatársa volt. Zenekara később Dalibor Brázda Magic Strings néven vált ismertté.
Brázda a hatvanas évek közepén elkészítette a Fiddler on the Roof német felvételét is, ami Anatevka címmel jelent meg a CBS-en, a Teldecen és a Decca-nál; és Aranylemez lett. A hamburgi Anatevka-előadások után nem tért vissza Prágába, hanem Svájcba emigrált. A svájci Schlierenben hunyt el 2005-ben.

## Lemezek
- Vinyl Records and CDs

## Díjak
- 1985: „Anatevka“.
- 2001: Kulturpreis der Stadt Dietikon
- 2006: Stadtmusik Dietikon